# Anatolij Papanow
Anatolij Dmitriewicz Papanow (ros. Анатолий Дмитриевич Папанов, ur. 31 października 1922 w Wiaźmie, zm. 5 sierpnia 1987 w Moskwie) – radziecki aktor teatralny, filmowy i głosowy.

## Życiorys
Jego matka była Polką – Helena Roskowska, córka Bolesława Roskowskiego (Елена Болеславовна Росковская). Jako dziecko wraz z rodzicami przeniósł się do Moskwy, gdzie rozpoczął naukę zawodu odlewnika. Jednocześnie zaczął uczęszczać na zajęcia przyfabrycznego studia teatralnego „Kauczuk”.
Od pierwszych dni wojny niemiecko-radzieckiej 1941-1945 brał udział w działaniach wojennych – w stopniu sierżanta dowodził plutonem artylerii przeciwlotniczej. W 1942 (w wieku 21 lat) w okolicach Charkowa został ciężko ranny w nogę i do końca życia pozostał inwalidą. Powrócił do Moskwy i rozpoczął studia aktorskie w Rosyjskiej Akademii Sztuki Teatralnej. W 1946 roku rolami Konstantina w spektaklu „Dzieci Wanjuszyna” i starca w komedii „Don Juan-Zielone Spodnie” z sukcesem zdał egzamin końcowy. Po ukończeniu uczelni otrzymał propozycję występów na deskach MChAT-u i Państwowego Małego Teatru Rosji, jednak wraz z całym swoim rocznikiem absolwentów, otrzymał nakaz pracy i wyjazdu do Kłajpedy w celu tworzenia nowego teatru. I tak od 1946 był aktorem Kłajpedzkiego Rosyjskiego Teatru Dramatycznego. Dwa lata później (w 1948) przyjął propozycję reżysera Andrieja Gonczarowa pracy w Moskiewskim Teatrze Satyry. Przepracował tam 40 lat i stworzył blisko 50 kreacji.
W swojej karierze stworzył ponad 50 ról teatralnych i ponad 60 filmowych. Największą jego rolą była jednak ta, w której w ogóle nie pokazał swojego oblicza – w kreskówce Wilk i Zając podkładał głos Wilka. W latach 1960–1986 użyczał swojego głosu bohaterom radzieckich kreskówek. Był żonaty z aktorką Nadieżdą Karatajewą.
Zmarł w wieku 65 lat na zawał serca, biorąc chłodny prysznic w upalny dzień (sierpień jest w Moskwie tradycyjnym miesiącem, kiedy w całym mieście wyłącza się ciepłą wodę).
Spoczywa pochowany na Cmentarzu Nowodziewiczym w Moskwie.
Jego imię nosi asteroida nr 2480 i motorowiec rzeczny (dawny Konstantin Ciołkowski).

## Wybrana filmografia

### Role filmowe
- 1952: Kompozytor Glinka (Композитор Глинка)
- 1961: Kozacy (Казаки)[2]
- 1961: Zupełnie poważnie (nowela: Jak powstał Robinson) (Совершенно серьёзно: Как создавался Робинзон) jako redaktor[2]
- 1961: Człowiek znikąd (Человек ниоткуда) jako Krochaliow[2]
- 1962: Graj, werblu (Бей, барабан!)[2]
- 1963: Pusty kurs (Порожний рейс) jako Akim Siewastjanowicz[2]
- 1963: Proszę przyjść jutro (Приходите завтра) jako Nikołaj Wasiljewicz[2] (głos: Jewgienij Taszkow)
- 1964: Żywi i martwi (Живые и мёртвые) jako Sierpilin[2]
- 1966: Złodziej samochodów (Берегись автомобиля) jako Sokoł-Krużkin[2]
- 1966: Idę w burzę (Иду на грозу) jako Anikiejew[2]
- 1966: Dzieci Don Kichota (Дети Дон Кихота) jako doktor Bondarienko[2]
- 1967: W mieście S. (В городе С.) jako Starcew[2]
- 1968: Przeciw Wranglowi (Служили два товарища) jako dowódca pułku[2]
- 1969: Nikt nie rodzi się żołnierzem (Возмездие) jako generał Sierpilin[2]
- 1969: Brylantowa ręka (Бриллиантовая рука) jako "Mechanik"[2] Lolik, pomocnik szefa
- 1969: Wiryneja (Виринея) jako Magara[2]
- 1970:  Za siedmioma górami (В тридевятом царстве...) jako psi magnat[2]
- 1970: Dworzec Białoruski (Белорусский вокзал) jako Dubinski[2]
- 1971: Wszyscy ludzie króla (Вся королевская рать) jako ojciec Jacka Burdena
- 1971: Hełm Aleksandra Macedońskiego  (Джентльмены удачи) jako szachista
- 1972: Ruch białej królowej (Ход белой королевы) jako ojciec Nataszy[2]
- 1972:  Pilot pierwszej kategorii (Пилот Первого класса)[2] / Proszę pozwolenia startować (Разрешите взлёт!) jako Sachno
- 1969-1972: Adiutant jego ekscelencji (Адъютант его превосходительства) jako "Anioł"[2]
- 1973: Zły dobry człowiek (Плохой хороший человек) jako doktor Samojlenko[2]
- 1973: Dacza (Дача) jako Pawlik[2]
- 1973: "33" zgłoś się! (Дела сердечные) jako Boris Iwanowicz[2]
- 1974: Dzień przyjęć w sprawach osobistych (День приёма по личным вопросам) jako Iwanow Boris Dmitrijewicz[2]
- 1975: Jeden razy jeden (Одиножды один) jako Iwan Iwanowicz Karietnikow[2]
- 1975: Jedenaście nadziei (Одиннадцать надежд) jako Woroncow[2]
- 1976: 12 krzeseł (12 стульев) jako Kisa Worobjaninow
- 1977: Incognito z Petersburga (Инкогнито из Петербурга) jako Anton Skwoznik-Dmuchanowski

### Role głosowe
- 1964: Kot wędkarz jako Niedźwiedź
- 1967: Hej-hop! Hej-hop!
- 1968: Koziołek liczy do dziesięciu jako Gąsior
- 1969: Kapryśna królewna jako Król
- 1969–1995: Wilk i Zając (odcinki od 1-18) jako Wilk
- 1972: Marzenie osiołka
- 1974: Worek jabłek jako Wilk
- 1978: Prezent dla najsłabszego
- 1978: Dziadek Mróz i szary wilk jako Wilk
- 1979: Latający statek jako Wodnik

## Nagrody i odznaczenia
- Zasłużony Artysta RFSRR (1958)
- Ludowy Artysta RFSRR (1966)
- Ludowy Artysta ZSRR (1973)
- Nagroda Państwowa ZSRR (1989) (pośmiertnie)
- Order Rewolucji Październikowej (1986)
- Order Wojny Ojczyźnianej I stopnia (1985)
- Order Wojny Ojczyźnianej II stopnia (1975)
- Order Czerwonego Sztandaru Pracy (1981)